# Ettore Gandi
Ettore Gandi (Cremona, 22 maggio 1896 – ...) è stato un calciatore italiano, di ruolo portiere.

## Carriera
Esordisce nella Cremonese, con cui disputa il campionato di Prima Categoria 1919-1920 come riserva di Onofri e Treccani. Nella stagione successiva è titolare della formazione grigiorossa, con cui colleziona 13 presenze in campionato, offrendo un rendimento altalenante e condizionato da diversi errori. Nell'estate 1921 passa al Piacenza, primo giocatore della Cremonese a trasferirsi ai rivali emiliani: anche con i biancorossi disputa un campionato in cui alterna incertezze e buone prestazioni. Nella stessa stagione cura insieme a Carlo Bay la formazione dei boys piacentini, con cui vince il campionato emiliano di categoria.